# Coliseu de Elvas

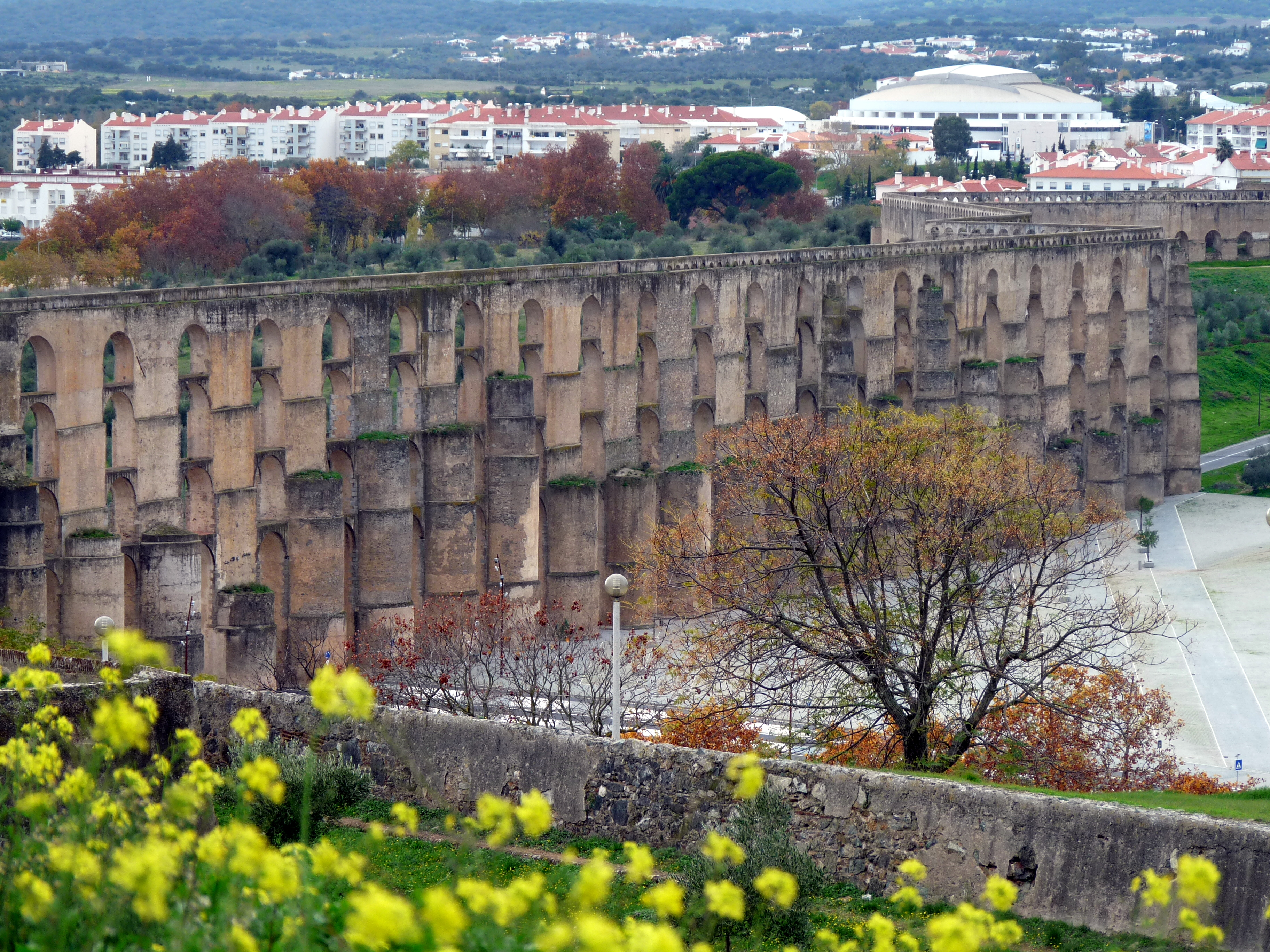
Coliseu de Elvas visto do Rossio de São Francisco, junto ao Aqueduto da Amoreira.

O Coliseu de Elvas, oficialmente Coliseu Comendador Rondão Almeida, é um pavilhão multiusos onde podem decorrer eventos de todo o tipo e em qualquer altura do ano, situado na cidade de Elvas em Portugal. 
É propriedade da Câmara Municipal de Elvas tendo sido inaugurado a 28 de Setembro de 2006. Foi a segunda praça de touros de Portugal a estar coberta depois da Praça de Touros do Campo Pequeno em Lisboa. Dispõe de uma cobertura movível que permite a realização de espetáculos em qualquer altura do ano.
Com uma capacidade para 6.500 pessoas sentadas, indo até cerca das 7.500 pessoas em concertos e outros espetáculos com o devido preenchimento da plateia, o Coliseu de Elvas é atualmente a maior sala de espetáculos do Alentejo e do Sul de Portugal. É considerada uma das maiores e melhores salas de espetáculos de Portugal, afirmando-se até que com estas características não há nenhum entre Lisboa e Madrid. 
Apresenta uma completa infraestrutura de camarins, salas técnicas e uma sala VIP.  
Foi construído de raiz num investimento superior a 8 milhões de euros, no local onde se encontrava a antiga Praça de Touros de Elvas e levou cerca de 2 anos a ser construído devido à grandiosidade e envergadura do projeto.
Localiza-se na Avenida de Badajoz, junto ao Bairro Europa e ao Bairro do Morgadinho, na entrada da cidade, no sentido Lisboa-Elvas. Nas imediações existem ainda diversas superfícies comerciais como é o caso da Galeria Comercial Intermarché, Pingo Doce e Bricomarché.
Ainda dentro do coliseu embora com acesso através do exterior, o coliseu faz parte da vida noturna da cidade, encontrando-se nele 4 bares noturnos.
Este novo Coliseu multiusos foi inaugurado a 28 de Setembro de 2006 numa magnífica gala do mais alto nível com transmissão em directo pela televisão portuguesa RTP 1 e por vários canais espanhóis. Desde a data em que foi inaugurado e Junho de 2013 contabilizaram-se mais de 600 mil espectadores em mais de 100 eventos lá realizados.
Em 2024 a Câmara Municipal de Elvas lançou um concurso para exploração do coliseu. A 9 de novembro de 2024, foi assinado o contrato de exploração com duração de 10 anos com a empresa Ricardo Covões S.A., a mesma empresa que gere o Coliseu dos Recreios em Lisboa.

## Historial de espetáculos
Por este coliseu já passaram nomes, como Tony Carreira, Pablo Alborán, Joaquín Cortés, Just Girls, Rui Veloso, Mariza, Carlos do Carmo, Dulce Pontes, Paco Bandeira, André Sardet, José Cid, Isabel Pantoja, Camané, Quim Barreiros, Carminho, David Carreira, Toy, Herman José, Ana Moura, Amor Electro, Rosinha, Slow J, Holly Wood, D.A.M.A., Blaya, Rita Guerra, Simone de Oliveira, Ana Bacalhau, Luís Represas,  Putzgrilla, KURA, Wet Bed Gang, Villafunk, Karetus e muito mais. 
Recebeu também vários eventos de grande dimensão e programas televisivos como o “Programa 1500 do Preço Certo” da RTP1, a “Dance Party TV” da SIC Radical, “Noddy ao vivo – O Tesouro Escondido”, a Final da Taça de Portugal de Basquetebol (2008), o Record do Guiness do Bacalhau Dourado, as Comemorações dos 500 anos de elevação a cidade (2013), o Encontro Nacional de Universidades Séniores (2013) ou até o Encontro dos Alunos de EMRC da Arquidiocese de Évora (2012 e 2014), o Campeonato Europeu de Ginástica Aeróbica (2015), a final do Festival RTP da Canção (2020), entre outros.
Recebeu durante cerca de 10 anos entre os meses de Novembro e Janeiro a maior pista de gelo coberta da Península Ibérica, com 800 metros quadrados.
O Coliseu recebe também todos os anos o Festival da Juventude e Académico de Elvas e a Gala do Carnaval Internacional de Elvas.
O Coliseu de Elvas já recebeu também vários congressos, eventos solidários, exposições internacionais, campeonatos nacionais desportivos, entre outros eventos.